# Замыцкий, Дмитрий Андреевич
Дмитрий Андреевич Замыцкий — воевода Русского царства.

## Биография
В 1570—1572 гг. Дмитрий Замыцкий состоял наместником в Мценске. Когда царь Иван Васильевич Грозный пошел в 1572 году из Александровской слободы против крымского хана на Тулу и на Дедилов, то в передовом полку с Иваном Михайловичем Морозовым был Д. А. Замыцкий, а люди с ними по их спискам.
В 1573 году Дмитрий Андреевич Замыцкий был воеводой в Старице.
В 1574 году под Пернов было послано войско с царем казанским Симеоном Бекбулатовичем, причём отряд ногайских людей находился под начальством Замыцкого.
В 1575 году Дмитрий Андреевич Замыцкий был одним из голов на Мышеге в правой руке у князя Ивана Юрьевича Голицына; в 1576 году в Новгороде, в большом полку с боярином Иваном Васильевичем Шереметевым, а в 1579 году — наместником и воеводою в городе Ряжске.
В 1580 году в Ржеве-Володимирове стояли полки; воеводами передового полка были: князь Василий Агишев, Тюменской и Замыцкий; на место Замыцкого назначен князь Фёдор Александрович Масальский, а Замыцкому велено быть в Торопце.
В 1581 году, после того, как в ходе русско-польской войны, литовцы выжгли Старую Русу, царь отправил на смену прежним других воевод, в том числе Д. А. Замыцкого. Литовцы вторично пришли к Старой Руссе и подожгли её, а воеводу князя Туренина взяли в плен, потому что остальные воеводы (два Салтыкова и Замыцкий) «побежали, а князя Василья выдали».
В 1582 году Дмитрий Андреевич Замыцкий описывал земли Деревской пятины (в Новгородской области) и в этом же году состоял осадным воеводою в Рузе.
В середине апреля 1583 года на Волгу были отправлены в главных в большом полку: князь Иван Самсонович Туренин и Дмитрий Андреевич Замыцкий; вместе с воеводами передового полка они поставили в Козмодемьянске острог (Козьмодемьянскую крепость).
В 1594 году Д. Замыцкий делал засеки вместе с Кузьмой Осиповичем Безобразовым, но где именно — неизвестно.
В 1597 году он присутствовал и при приеме царем Борисом бургграфа Данавского и носил в это время звание ловчего.
Последнее сведение о нём относится к 1602 году, когда Дмитрий Андреевич Замыцкий упоминается воеводою в Орешке.